# Delias henningia
Delias henningia is een vlindersoort uit de familie van de Pieridae (witjes), onderfamilie Pierinae.
Delias henningia werd in 1821 beschreven door Eschscholtz.

## Verspreiding en leefgebied
Deze vlindersoort is endemisch op de Filipijnen.

## Waardplanten
De waardplanten behoren tot de plantenfamilie Loranthaceae.